# 讓-馬蒂厄-菲利貝爾·塞律里埃
讓-馬蒂厄-菲利貝爾·塞律里埃（法語：Jean Mathieu Philibert Sérurier；1742年12月8日—1819年12月21日），是法國陸軍將領，曾被授勳為帝國元帥，在大革命战争期間的義大利戰場表現活躍。塞律里埃出身於小貴族家庭，於1755年加入拉昂民兵團。之後，他以少尉的身份轉入正規軍，在1779年晉升為上尉並結婚。1789年，他獲得少校軍銜，並因法國大革命帶來的升遷機會直上青雲。1793年他晉升為旅級將軍，然後在次年晉升為師級將軍。
塞律里埃於1796年在拿破崙麾下指揮一個師，在蒙多維之戰與曼托瓦圍城戰中表現突出。1799年，他在第二次反法同盟戰爭中再次在意大利作戰，包括維洛納、馬尼亞諾和卡薩諾等戰，並在最後一場戰役中被俘。他被假釋後，支持拿破崙於1799年末發動霧月政變。1804年5月18日，塞律里埃被拿破崙任命為帝國元帥，是四位「榮譽元帥」之一。他隨後成為参议院議員，並受封為貴族。1814年，當法蘭西第一帝國瀕臨崩潰時，他焚毀法軍繳獲的一千多幅敵軍旗幟，以免落入敵人之手。他在軍中因嚴格的紀律和誠信而聞名，與其他貪婪的將領不同，他因廉潔而被部下稱為「意大利的聖子」。他的姓氏被刻在凯旋门上，位於第24列首位，在繆拉之前。

## 早年
塞律里埃於1742年12月8日出生在法蘭西王國拉昂的一個小家庭，父親馬蒂厄·纪尧姆·塞律里埃（Mathieu-Guillaume Sérurier）是一名國王育馬場的捕鼴鼠人，擁有「索爾勳爵」的頭銜。1750年後，其父馬蒂厄的頭銜晉升為「聖戈貝爾勳爵」。塞律里埃受過良好的教育，性格謹慎。他於1755年3月25日成為其叔叔指揮的「拉昂民兵營」的中尉。1758年6月12日，他轉調至「索松民兵營」，然後當拉昂民兵營被派遣參加七年戰爭時，於1758年11月30日回歸該營。他在戰場上負刀傷後，於1759年10月1日轉入「馬札林步兵團」擔任軍官候補。1760年7月31日的瓦爾堡戰役中，不伦瑞克-沃尔芬比特尔公爵出其不意地攻擊法軍，塞律里埃在防守重要據點時，被子彈擊中面部右側，造成下巴骨折並留下永久疤痕，還讓他失去了大部分牙齒。1762年4月25日，他晉升為第二中尉。
塞律里埃所屬部隊被派往巴約訥，加入夏爾·朱斯特·德·博沃指揮的軍團。這些部隊於1762年6月3日進入西班牙，參加對葡戰爭。塞律里埃所在的第一營參與了阿爾梅達圍城戰，該城於1762年8月25日被法西聯軍佔領。其部隊於同年11月返回法國，並在1763年巴黎条约後，重新命名為「博斯團」。塞律里埃在和平後被降級為副中尉，並擔任了六年的軍事訓練指導員。他於1767年2月21日再次晉升為第二中尉，並於1770年被調派至科西嘉島。儘管熱那亞共和國於1764年將科西嘉出售法國，但帕斯夸莱·保利率領的起義軍仍與法軍有過多次衝突。塞律里埃的上級稱其為「一名優秀的軍官」，但他直到1778年2月28日才晉升為一等中尉。一年後，他晉升為上尉。1779年7月3日，他與路易絲-瑪麗-馬德琳·伊塔斯（Louise-Marie-Madeleine Itasse）結婚，後者的父親是拉昂的保釋金登記員。
1781年7月29日，塞律里埃獲頒聖路易勳章。1782年5月10日，他被任命為上尉指揮官，並於1783年6月1日接管了團的獵兵連。塞律里埃不滿其晉升的速度，於1788年9月8日請求退役並領取退休金。團長強烈建議保留這位優秀軍官，瑟魯里耶於1789年5月17日轉至「梅多克團」擔任少校，並於1791年1月1日晉升為中校。隨著法國大革命爆發，佩皮尼昂的駐軍開始騷動，於是塞律里埃的團被派往該地平息軍隊的騷動。然而，梅多克團本身也受到這場動盪的影響。1791年7月23日，一群士兵擔心塞律里埃即將帶著團旗逃往國外，於是將旗幟從其身邊取走。1792年1月，該團的19名軍官叛逃至西班牙。傳言稱，塞律里埃和一名同伴曾試圖逃往西班牙，但幾乎被巡邏隊發現，最終只有同伴成功越過邊境。1792年6月，梅多克團改名為第70步兵團，並開拔至阿尔卑斯山的圖爾努營。瑟魯里耶於1792年8月7日以中校軍銜成為第70步兵團的團長

## 法國大革命戰爭

### 1792年至1794年

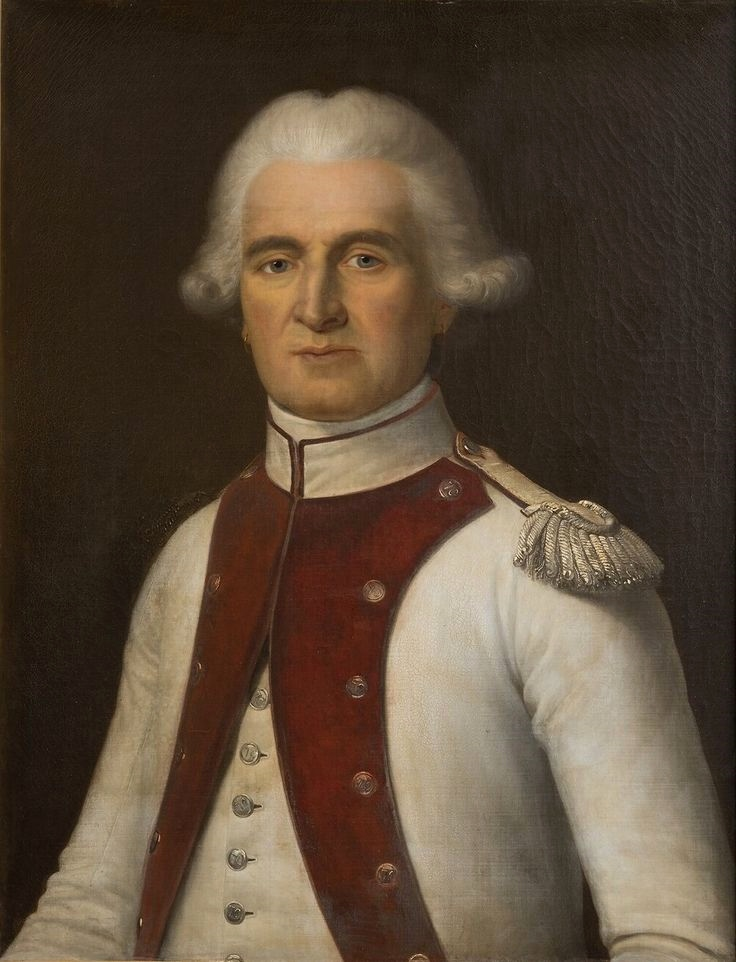
塞律里埃於1792年

1792年9月29日，雅克·貝爾納·當塞爾姆率一萬餘人越過瓦尔河，佔領薩丁尼亞王國城市尼斯。這支部隊隸屬於南方軍團，該軍團於1792年10月1日分為兩部，其中駐守阿爾卑斯前線的部隊更名為阿爾卑斯軍團。1792年11月7日，當塞爾姆的部隊改編為義大利軍團，其中包括塞律里埃的第70步兵團。與此同時，塞律里埃因被控懷有保皇派傾向而被捕，但在保羅·巴拉斯的幫助下重歸部隊。1793年5月19日，新任軍團指揮官加斯帕爾·讓-巴蒂斯特·布呂內派遣塞律里埃率領縱隊佔領蒂内河畔圣索沃尔。塞律里埃沿著蒂內河向北推進，於5月21日攻下伊索拉。他接著率領3,000名士兵進攻贝尔韦代尔以西的羅斯隘口，但於6月8日被擊敗。1793年萨奥尔日戰役期間，塞律里埃於6月12日進攻奧蒂翁山，但以失敗告終，並有280人陣亡、1,252人受傷。7月底，布呂內再次進攻奧蒂翁山，而塞律里埃則再次攻擊羅斯隘口，但兩次行動均告失敗。不過國民公會派遣的特派代表滿意於塞律里埃的表現，於6月25日提名其為旅級將軍，並於1793年8月22日正式將其晉升。同時，布呂內被逮捕，並於1793年11月15日被處決。

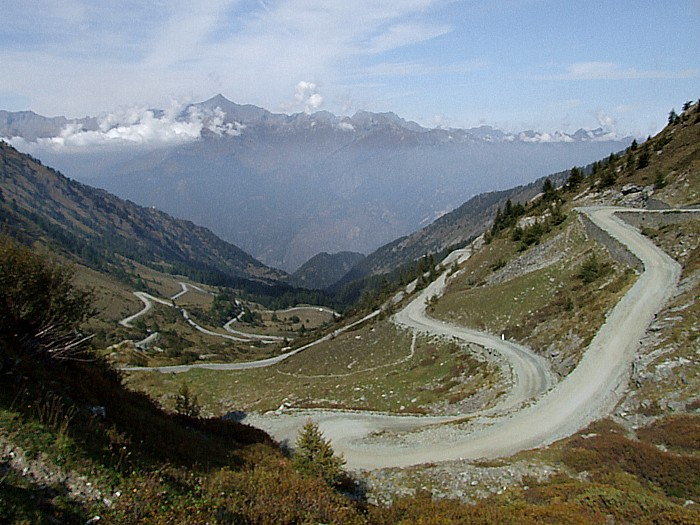
菲內斯特雷山口

1793年9月，薩丁尼亞軍隊試圖奪回尼斯伯国。法軍右翼成功守住陣地，但塞律里埃指揮的左翼部隊於9月10日放棄了韋敘比河東岸，並撤退至于泰勒。三天後，雅克·弗朗索瓦·迪戈米耶接管左翼，而塞律里埃則被調至阿爾卑斯軍團右翼，駐守昂特勒沃。塞律里埃因表現不佳及其貴族身份再次遭到逮捕，但特派代表及戰爭部長讓·巴蒂斯特·諾埃爾·布歇特認為其罪不至此，而來自拉昂的市民亦提交請願書，為其愛國精神作證，塞律里埃因此復職。同年12月，戰事因降雪逐漸平息後，塞律里埃的師被調往義大利軍團的左翼。1794年1月，他因聽貴族歌曲及對士兵逃亡問題不聞不問而遭到指控，但布歇特及特派代表對此不以為意。軍團長皮埃爾·雅達爾·杜梅比翁於4月5日發動攻勢，並攻占奧內利亞。其中安德烈·馬塞納率領右翼的兩萬人主力縱隊，法蘭索瓦·馬卡爾指揮中央師，而皮埃爾·多米尼克·加尼爾領導左翼師。塞律里埃負責加尼爾師的左翼旅，他重新占領伊索拉，並在敵軍微弱抵抗下攻下菲內斯特雷山口。1794年4月24日的第二次薩奧爾日戰役，馬塞納擊敗米開朗基羅·亞歷山德羅·科利-馬爾基，法軍造成薩丁尼亞軍2,800人傷亡，自身則損失1,500人傷亡。戰後，馬卡爾佔領萨奥尔日及唐德山口，馬塞納則控制塔納羅河谷的奧爾梅阿。6月底，塞律里埃參與了一次在斯圖拉河谷的小型作戰。
1794年9月，薩丁尼亞與奧地利軍隊進軍卡尔卡雷，威脅切斷法軍與其補給基地熱那亞間的聯繫。杜梅比翁在炮兵指揮拿破崙·波拿巴的建議下，於9月15日發動反攻。塞律里埃在左翼的维纳迪奥進行佯攻，馬卡爾在中央的利莫内皮埃蒙特佯攻，而馬塞納則率領右翼主力發起主要進攻。法軍在9月21日的第一次代戈之戰中，以多勝少擊敗瓦利斯伯爵奧利維耶指揮的奧薩聯軍。聯軍雖成功逃脫包圍權，但法軍隨後奪取瓦多利古雷港口。杜梅比翁與加尼爾均認可塞律里埃的表現，他於1794年12月22日被提名為師級將軍。之後，他從生病的馬塞納手中接過右翼師指揮權，其麾下旅長包括巴泰勒米·卡特林·儒贝尔及塞克斯蒂烏斯·亞歷山大·弗朗索瓦·德·米奧利斯。

### 1795年

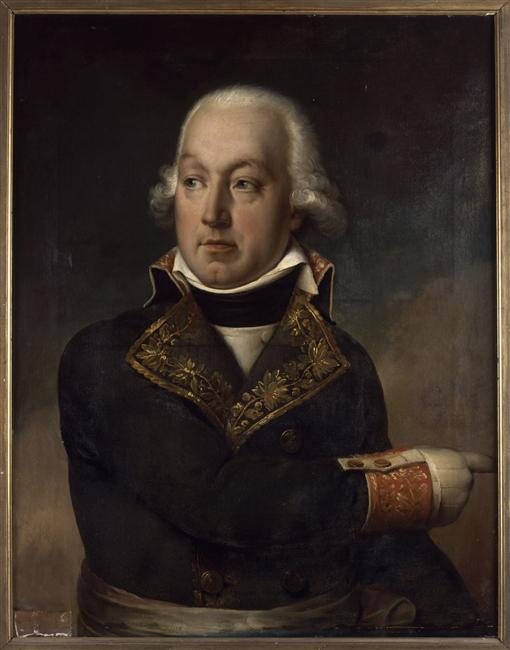
巴泰勒米·謝雷

1794年11月4日，巴泰勒米·路易·約瑟夫·謝雷接替患病的杜梅比翁成為「意大利軍團」司令。謝雷曾表示，塞律里埃是一位「非常出色的軍官，忠於職守；他的愛國情操曾在埃貝爾及其黨羽時期受到質疑，但他成功擺脫了所有指控。在我看來，他完全勝任自己在軍右翼中的職務。」1795年6月13日，塞律里埃晉升為師級將軍。1795年6月24日，奧薩聯軍指揮官約瑟夫·尼古勞斯·德·芬斯率軍進攻法軍防線，法軍雖然擊退大部分進攻，但聯軍成功奪取部分陣地，迫使法軍於7月5日從瓦多撤退至博尔盖托-圣斯皮里托。在新建立的防線上，安德烈·马塞纳率領14,000名士兵駐守沿海地區，塞律里埃則以6,000人防守奧爾梅阿。7月5日，塞律里埃報告稱一處關鍵陣地部分失守，震驚了軍團司令部。然而當日稍晚他報告說，他麾下的旅長路易·佩爾蒂埃已重奪該陣地。此事出乎意料地並未對其造成負面影響，他反而被任命接替加尼爾擔任左翼指揮官。8月31日晚，塞律里埃位在圣马丹韦叙比的總部被敵軍包圍。僅管他麾下僅有318名士兵，他仍成功堅守至次日清晨，隨後發動反擊，擊潰敵軍並俘虜86人，敵軍指揮官波諾騎士自殺身亡。塞律里埃不僅是一位優秀的士兵，還受到部下的愛戴，他對當地平民的禮遇及其外交能力使他成為「意大利軍團」與鄰近「阿爾卑斯軍團」間的橋樑。當時同時指揮二軍團的弗朗索瓦·克里斯托夫·克勒曼將軍寫道：「這一光輝日子的勝利全賴於這位傑出軍官的冷靜與勇氣。」
1795年11月23日至24日的洛阿諾戰役，謝雷部署皮埃尔·奥热罗率領6,961人位於右翼，安德烈·马塞纳以13,276人居中，而塞律里埃則以5,155人在左翼牽制敵軍。法軍計劃由塞律里埃壓制聯軍右翼，馬塞納突破中央，然後與奧熱羅協力擊潰聯軍左翼。巧合的是，瓦利斯於11月22日接替德·芬斯擔任聯軍指揮官。當日，塞律里埃進攻聖貝納多山口失利，但成功牽制科利師，使法軍計劃得以成功執行，讓馬塞納與奧熱羅均擊敗面前的敵軍。奧薩聯軍有3,000人陣亡或受傷，另有4,000人被俘，並丟失48門火炮及五面軍旗，而法軍有2,500人陣亡或受傷，另有500人被俘。大雪很快迫使兩軍退入冬季營地，法軍士兵處境悲慘，糧食極其匱乏，士氣低落，軍紀渙散，將領間也爭執不休。塞律里埃與謝雷發生衝突，幾乎離開軍隊。1796年3月18日，塞律里埃所屬的師拒絕服從上級命令。

### 1796年

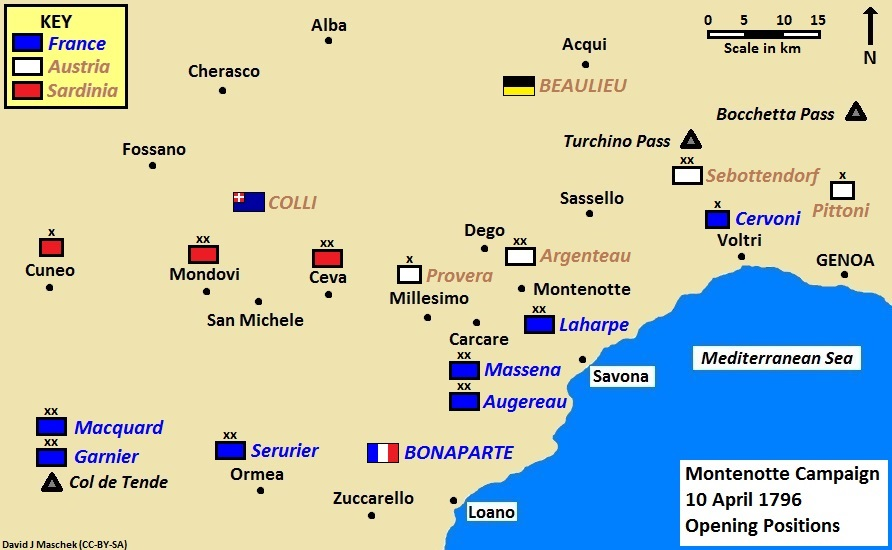
1796年4月10日的蒙特諾特戰役態勢圖

冬季作戰結束後，謝雷將各師部署到1796年戰役的計劃位置。從右翼到左翼分別是馬塞納指揮的兩個師駐守沿海地區，奧熱羅駐守博爾米達河，塞律里埃駐守塔納羅河，馬卡爾駐守唐德山口，加尼爾駐守最左翼。1796年3月27日，拿破崙·波拿巴抵達軍團總部，接過「義大利軍團」的指揮權。此時塞律里埃已53歲，擁有40年的軍旅生涯。他因年齡、健康狀況及傷病申請退休，但在會見拿破崙後決定留下來。馬塞納後來寫道，拿破崙最初未能讓屬下留下深刻印象，但當他戴上軍帽，並尖銳地提問後，將軍們開始相信，他們終於迎來了一位真正的領袖。拿破崙計劃將馬塞納與奧熱羅指揮的2萬餘名士兵集中於奧地利與薩丁尼亞軍隊的交界處卡爾卡雷，而塞律里埃的師則向西移動，與其他部隊在切瓦附近會合。他統領的師共有9,448人，包括第39、第69及第85線列步兵半旅。

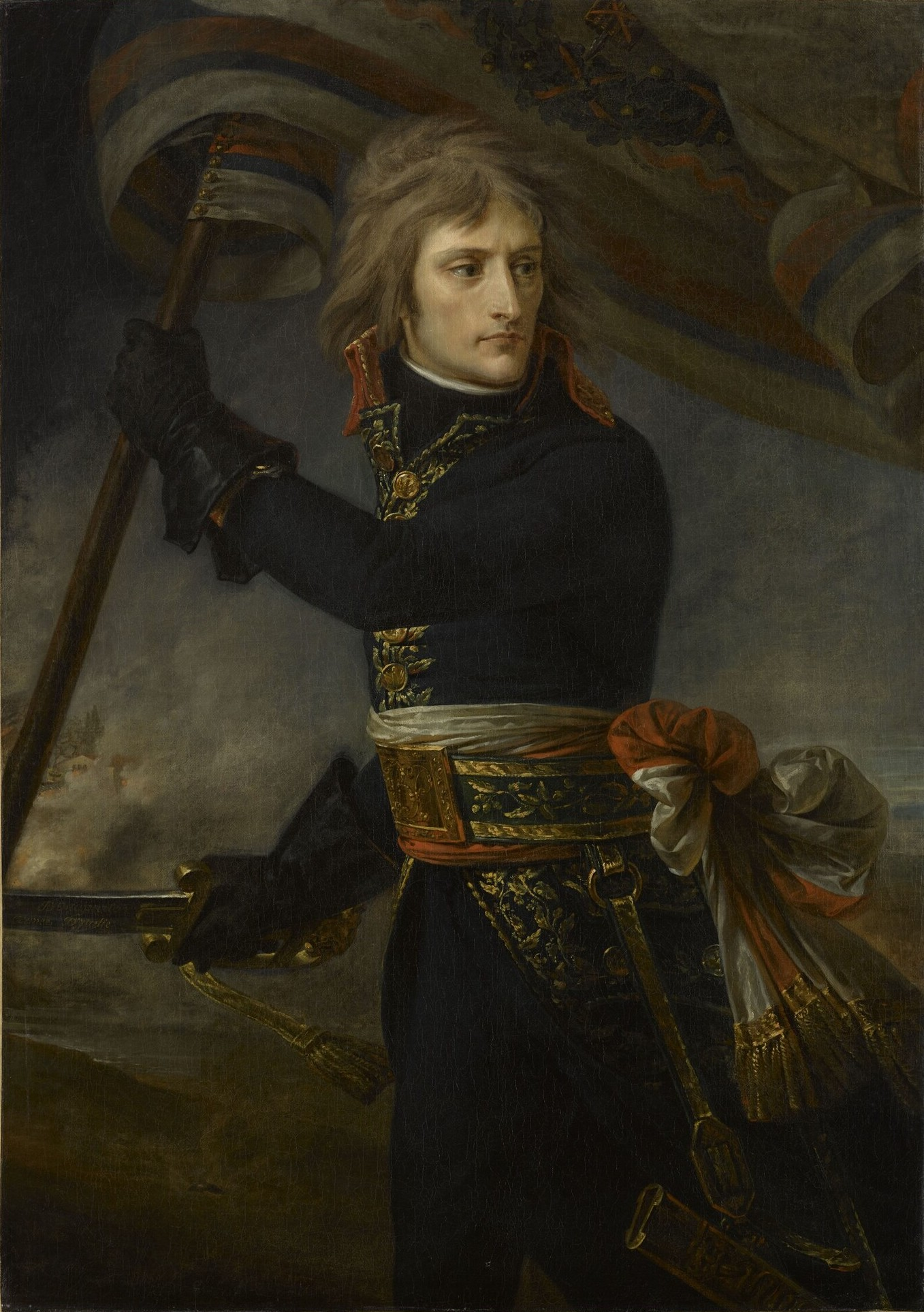
拿破崙·波拿巴

蒙特諾特戰役中，法軍於4月11日至15日期間在蒙特諾特、米萊西莫及代戈贏得勝利。切瓦之戰中，科利統帥的撒丁軍雖擊退了奧熱羅師的進攻，但在塞律里埃師抵達後，被迫撤退至西方。科利遂派遣讓-加斯帕爾·迪沙·德·圖瓦辛熱率領8,000名撒丁軍及15門火炮在圣米凯莱蒙多维抵禦法軍進攻。4月19日，塞律里埃將其麾下部隊分為由帕斯卡·安托萬·費奧雷拉與讓·約瑟夫·吉厄各指揮3,000人的旅及一個由他親自指揮的預備隊。由於春季融雪，科薩利亞河無法涉渡，法軍進攻很快受阻。然而，吉厄麾下的散兵發現了一座未設防的小橋，並在西岸建立了據點。法軍隨後佔領了聖米歇爾，但飢餓且未領薪的士兵開始陷入混亂，使科利得已重新奪回城鎮，但吉厄的旅保持了橋頭堡。此戰法軍損失約600人，撒丁軍則損失300人。
4月20日晚，科利的部隊撤退至蒙多维，但很快被法軍發現並於次日上午在维科福尔泰追上。4月21日的蒙多維之戰中，費奧雷拉、吉厄及埃爾澤阿·奧古斯特·庫贊·德·多馬坦指揮的旅突入维科福尔泰，擊潰了撒丁軍，並擊斃迪沙、亨利·克里斯蒂安·米歇爾·德·斯唐熱爾等人。蒙多維於當日下午投降，法軍雖未進行劫掠，但從城鎮徵集了大量糧食。奧古斯特·德·馬爾蒙在回憶錄中寫道：「（塞律里埃）將士兵組成三列，自己站在中央隊列前頭十步，拔劍揮指，迅速前進，周圍散布散兵掩護——這就是他的行動方式。這是一位老將軍堅毅果斷、於敵前重焕活力的壯麗場景。我隨他參與了這次進攻，並見證了其圓滿成功。」4月28日，雙方簽署了凱拉斯科停戰協議，撒丁尼亞王國退出戰爭。
1796年5月，拿破崙下令塞律里埃率部在瓦伦扎佯動，而大部隊則在皮亚琴察附近渡過波河。洛迪戰役後，拿破崙將義大利軍團分為一個騎兵預備隊及四個步兵師，其中一個步兵師由塞律里埃指揮。5月30日的博爾蓋托戰役中，他率部在明喬河上游佯攻，而其他部隊則進攻位於明乔河畔瓦莱焦的約翰·彼得·德·博利厄部隊。6月1日，塞律里埃率領4,700人的師駐紮在曼托瓦堡壘北側。6月8日，他與炮兵專家奧古斯坦·德·萊斯皮納及工程師法蘭索瓦·德·沙瑟盧-洛巴侯爵偵察該堡壘。兩天後，波拿巴任命塞律里埃統領8,000人指揮圍攻曼托瓦堡壘。不久後，波拿巴致信法國督政府表示：「塞律里埃將軍的英勇不言而喻，他的軍事聲譽已然確立。自戰役開始以來，我們尤其應感謝他在蒙多維之役中的卓越表現。」然而因為奧軍司令達戈貝爾·西格蒙德·馮·維爾姆澤率軍逼近，法軍於7月31日撤圍，掩埋重炮並退至奥廖河後方。塞律里埃因感染疟疾無法繼續作戰，費奧雷拉與加斯帕爾·阿梅代·加爾達訥接管其部隊，率其部於卡斯蒂廖内战役中作戰。塞律里埃隨後返回法國療養。1796年8月14日，波拿巴在提交督政府的將領評估中寫道：「塞律里埃，作戰如普通士兵、不主動做出決策、堅定可靠、對自身部隊信心不足，目前患病。」

### 1797年

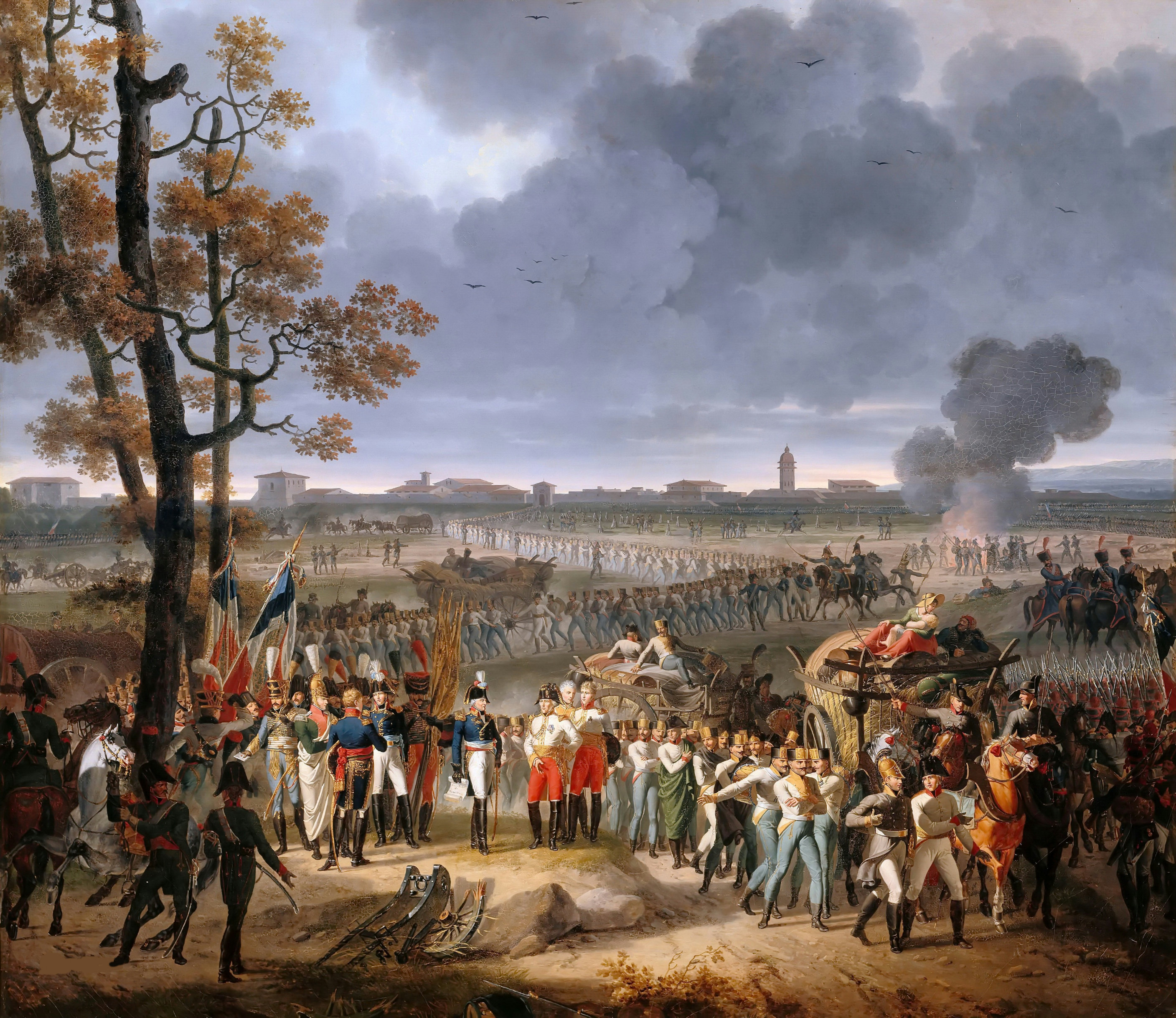
奧軍司令維爾姆澤向塞律里埃投降

塞律里埃康復後，被下令駐守於里窝那，但隨後就得到「令其興奮」的返回前線調令。1796年12月27日，他重新接管了圍攻曼托瓦的部隊，取代同樣病倒的查爾斯·愛德華·詹寧斯·德·基爾梅恩。該軍由兩個師組成，共計1萬人，分別由托馬-亞歷山大·仲馬和克洛德·達勒馬涅擔任師長。1797年1月14日至15日，拿破崙在里沃利戰役擊潰約瑟夫·阿爾文齊的奧軍主力部隊。與此同時，東側喬瓦尼·馬爾凱塞·迪·普羅韋拉的部隊向曼托瓦進軍，馬塞納與維克托的部隊在1月16日抵達勒菲弗瑞，與塞律里埃指揮的圍城法軍三面夾擊普羅韋拉的部隊，迫使其七千人全數投降，並交出22門野戰火炮、一列浮橋車隊和一批運糧車。拿破崙在五天的戰役中摧毀了整支奧軍野戰部隊，後者4.8萬人的部隊僅剩下1.3萬名士兵仍在列。之後，塞律里埃與仲馬發生爭執，仲馬對於其未得到應有的認可而憤怒，向「意大利軍團」參謀長路易-亚历山大·贝尔蒂埃發去一封措辭激烈的信件，結果被拿破崙降職。1797年1月30日，維爾姆澤開始與塞律里埃就投降問題談判，雙方於2月2日簽署協議。協議允許維爾姆澤及其參謀、將領、700名士兵和6門火炮自由離開，而其餘16,324名駐軍則成為戰俘，長達半年的曼托瓦圍城戰結束。

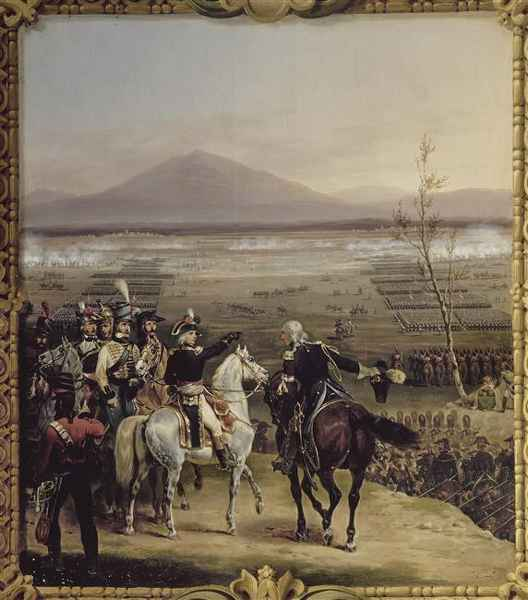
瓦爾瓦索內之戰

1797年春季戰役中，拿破崙將其軍隊重組為八個師，其中塞律里埃指揮的第三師共有6,543名士兵。3月16日的瓦爾瓦索內之戰中，拿破崙擊退卡尔大公的奧軍後衛部隊。塞律里埃師在作戰中擔任預備隊，然後在推進期間轉為右翼部隊，與中軍貝爾納多特師、左翼吉耶師並行。3月19日，貝爾納多特進攻格拉迪斯卡迪松佐失利，但塞律里埃繞過格拉迪斯卡南側，占領城鎮後方的高地，迫使守軍投降。法軍俘獲了4個奧地利步兵營，共2,500名士兵、10門火炮和8面軍旗。塞律里埃在追擊亞當·巴亞利察·馮·巴亞哈扎途中病倒，其師由路易·法蘭索瓦·讓·沙博接替指揮。之後，塞律里埃康復，於4月20日在格拉茨重掌部隊。其部在《萊奧本條約》簽署後撤出奧地利，駐守於萨奇莱
1797年6月3日，拿破崙通知法國政府，他將派塞律里埃護送22面繳獲的敵軍軍旗。他寫道：「塞律里埃在最近兩次戰役中，表現出與他的才能相匹配的勇氣和愛國情操……塞律里埃對自己極為嚴格，有時對他人也是如此。他是紀律、秩序及維持社會所需美德的嚴格擁護者，鄙視陰謀和陰謀者，這使他與那些總是準備指責他人不愛國的人有齟齬。」6月28日，塞律里埃在巴黎受到大批政府官員的歡迎，向他們保證自己和士兵的忠誠。8月9日，他返回部隊，錯過了果月政變。路易·德賽日後形容他：「高大，55歲……誠實且備受尊重，無論從哪方面看都值得讚賞。他被認為是個保皇黨人，但得到了拿破崙的支持和讚賞。」法軍雖然佔領了威尼斯，但依據近期簽訂的條約，威尼斯將移交給奧地利。拿破崙下令塞律里埃執行轉交程序，包括收繳所有軍事物資、船隻和藝術品。儘管遭到奧地利和當地居民的反對，這座城市還是被徹底掠奪。雖然塞律里埃因此項任務被廣泛指責，但他未曾從中掠奪個人得利，並盡力阻止他人這麼做。他沒收了威尼斯軍械庫中的鹽和餅乾，但這是為了籌款支付士兵的薪餉。作為對比，安德烈·马塞纳與皮埃尔·奥热罗在軍隊中以貪婪而臭名昭著，且許多低階軍官也有相同惡習。塞律里埃以誠實著稱，他的士兵稱他為「意大利的聖女」。

### 1798年至1799年

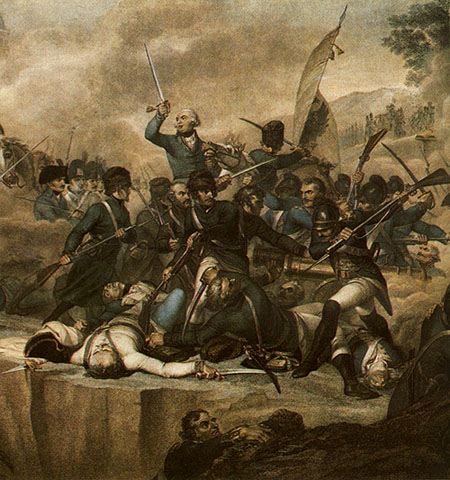
塞律里埃師在卡薩諾戰役中被俘

1798年初，塞律里埃臨時指揮留在意大利的法軍部隊，他竭力安撫那些因欠薪而幾乎叛變的士兵。拿破崙出於他年事已高，未讓其一同遠征埃及。1798年2月後的某個時間，他被下令前往「英格蘭軍團」，並在雷恩設立總部。同年9月15日，他被任命為法國本土部隊的總監察長。11月5日，他轉調至意大利，在「意大利軍團」司令儒貝爾麾下服役。儒貝爾先是下令塞律里埃占領利沃諾，然後改為入侵盧卡共和國。1798年12月22日，塞律里埃率部進入卢卡，開始為軍隊籌集大筆資金和衣物。1799年1月2日，6,000名法軍步兵於抵達該市。1月25日，塞律里埃宣布盧卡將成為法國式共和體制，並在2月5日將該地移交給米奧利，隨後返回曼圖亞。時任「意大利軍團」司令謝雷將塞律里埃任命為「蒂羅爾」師師長，該師名義上有8328人。
第二次反法同盟戰爭爆發後，「意大利軍團」司令謝雷率43,000人對陣奧軍司令保羅·克雷的50,700人，而後者另有俄軍司令亞歷山大·蘇沃洛夫率領的24,551人正趕來增援。謝雷決定在俄軍抵達前重創克雷，遂發動進攻。1799年3月26日的維洛納戰役中，法軍在北部的帕斯特伦戈取勝、在維洛納正面戰成平手，但在南部的莱尼亚戈失利。其中在北部，塞律里埃成功將奧軍逐出里沃利韦罗内塞。3月27日，克雷迅速將主力移至北部，增援其兵力不足的右翼。謝雷隨後調整部隊位置，但這種調動徒勞無功，僅使士兵疲憊不堪。最終，謝雷試圖利用北部的優勢，派遣塞律里埃率6,000人從北面向維洛納推進。然而塞律里埃於3月30日在帕罗纳遭遇1.5萬奧軍並失利，有600人死傷及1,177人被俘，而奧軍僅損失390人。同年4月5日的馬尼亞諾戰役，塞律里埃在此次作戰中投入第18、第29及第30輕步兵半旅各三個營，第1輕步兵一個營，外加180名擲彈兵、850名騎兵及60名炮手。起初雙方同時展開進攻，塞律里埃在左翼成功占領维罗纳自由镇，但右翼的克洛德-維克托·佩蘭與保羅·格勒尼耶師被擊敗。法軍損失約7,000至8,000人，包括七面軍旗和八門火炮，而奧軍則損失5,228人。這場失利嚴重影響法軍的士氣與將領的信心，導致當謝雷發現有12,000名奧軍正從提洛伯國向法軍北翼推進時，他撤出了明喬河防線，僅留下1.2萬人守衛曼托瓦。而在撤退過程中，許多來自意大利及瑞士的法軍盟友離開「意大利軍團」。

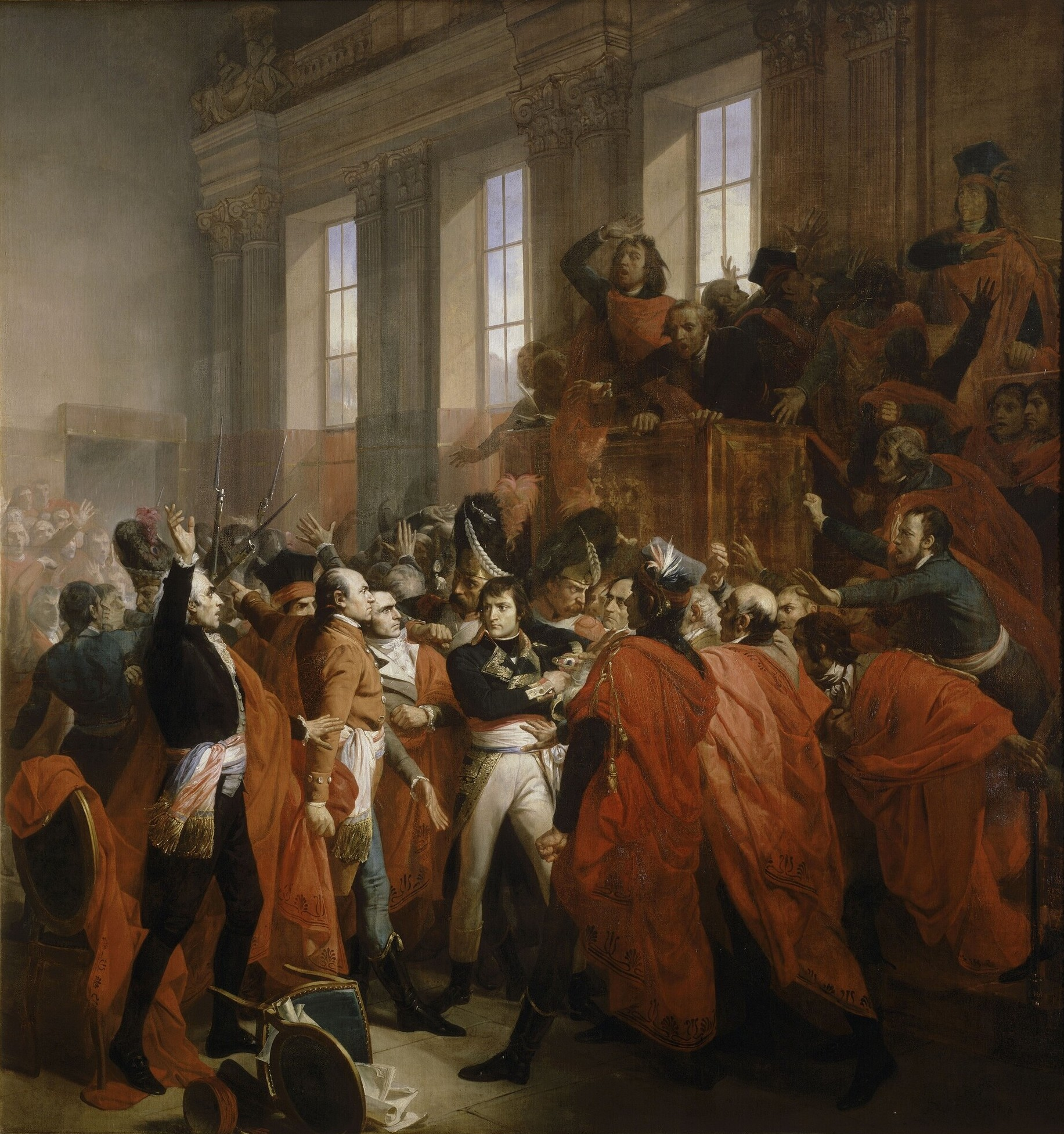
霧月政變

1799年4月底，謝雷率2.8萬名法軍駐紮在阿达河後方，沿長約115公里的防線分布。軍團分為三個小型軍：左翼由塞律里埃指揮、中軍由格勒尼耶指揮、右翼由維克托指揮。4月27日上午，蘇沃洛夫率領的奧俄聯軍已經在卡普里亚泰-圣杰尔瓦西奥和布里维奥渡過阿達河，而法軍在同日由让·维克托·马里·莫罗接替謝雷擔任軍團司令。戰役爆發後，格勒尼耶的部隊在阿达河畔特雷佐被擊敗，維克托在阿达河畔卡萨诺的防線被突破，大部分法軍撤退至米蘭，留下特雷佐與布里维奥間的塞律里埃部隊。同日晚，他率領2,600人至4,000人的部隊在韦尔代里奥建立了全方位的防禦陣地。奧軍將領约瑟夫·菲利普·武卡索维奇發現法軍後，遂將部隊分成三路，包圍了塞律里埃的陣地。武卡索维奇在報告中稱，敵軍進行了「絕望的」抵抗，但最終因彈藥耗盡，於4月28日晚間投降。根據投降條款，塞律里埃與其軍官被釋回法國並承諾不再參戰。奧軍報告稱，他們俘虜了243名軍官及3487名士兵，而塞律里埃左翼靠近科莫湖的部隊成功撤退並與主力會合。武卡索維奇的部隊損失2,750人，約占卡薩諾戰役中聯軍損失的一半。
俄奧聯軍司令蘇沃洛夫邀請被俘的塞律里埃共進晚餐，並試圖套取軍事情報，但未能如願。蘇沃洛夫質疑為何如此聲譽卓著的人會為法蘭西第一共和國作戰，塞律里埃回應道：「我的父親在給我劍時明確命令我，僅用它來保衛我的祖國。」歷史學家拉姆齊·韋斯頓·菲普斯認為，韦尔代里奥之戰是塞律里埃軍事生涯最大的錯誤。他推測，這位將軍習慣於見到拿破崙以精妙的戰術扭轉危局。莫羅在接見獲釋的塞律里埃時嚴厲訓斥了他，但隨後向政府承認，塞律里埃唯一的錯誤是過於死板地執行命令。此戰是塞律里埃最後一次在戰場上指揮部隊。

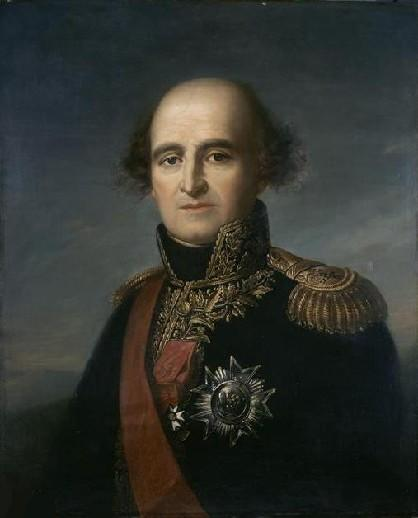
塞律里埃元帥

與此同時，法國督政府的聲望因為軍事失敗和管理不善逐漸下降。塞律里埃回到巴黎後加入了支持拿破崙的陣營，因為自從他不再在其麾下作戰後，他看到的只有失敗和災難。拿破崙於1799年11月9日發動霧月政變，塞律里埃率領一支後備部隊駐守龐迪久爾。次日，當拿破崙被趕出五百人院會場時政變險些失敗，但呂西安·波拿巴說服議會的衛隊認為反對其兄長的僅是少數人。這些士兵隨即將議員逐出會場。在此期間，塞律里埃率部抵達聖克盧，並對士兵說：「這些無恥之徒！他們想刺殺波拿巴將軍。不要輕舉妄動，士兵們，等待命令行事。政變結束後，塞律里埃於1799年11月15日被任命為輔助部隊營委員會委員，並於12月27日成為參議院議員。

## 晚年

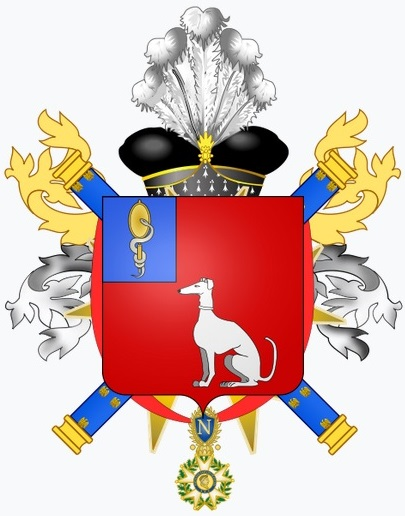
帝國伯爵讓-馬蒂厄·塞律里埃的紋章

塞律里埃退出現役後被成為參議院副主席，並於1803年被任命為法國-皮埃蒙特邊界界定委員會主席。1804年，他被任命為荣军院院長，此處為一所專為退伍軍人設立的醫院和退休之家。同年5月19日，法皇拿破仑一世授予他榮譽「帝國元帥」的頭銜。當天共任命了18位帝國元帥，其餘三位榮譽元帥是弗朗索瓦·约瑟夫·勒菲弗、弗朗索瓦·克里斯托夫·德·凱勒曼和卡特林-多米尼克·德·佩里尼翁 。塞律里埃還被授予榮譽軍團大十字勳章和鐵皇冠大綬章。1808年，他被封為帝國伯爵並獲得每年40,000法郎的退休金。
1814年3月31日，第六次反法同盟聯軍抵達巴黎時，塞律里埃公開地焚毀了1,417面繳獲的敵軍旗幟，並親手焚燒了腓特烈大帝的佩劍和綬帶，以防止這些物品落入聯軍之手。法王路易十八復辟後授予塞律里埃正統的法國爵位，但當拿破仑一世回歸法國建立百日王朝時，塞律里埃選擇支持拿破崙。此舉導致他失去了在榮軍院的職位及元帥俸祿。而在拿破崙被二度流放後，儘管塞律里埃支持波拿巴派，但他作為貴族院議員仍投票同意判處米歇爾·內伊元帥死刑。
1819年，塞律里埃的元帥榮譽被恢復，而其於同年12月21日逝世於巴黎，並葬於拉雪兹神父公墓。他的名字被刻於凱旋門第24柱上。他的遺體直到1847年2月26日才遷葬至荣军院。

## 註腳
1. 1 2  Phipps（2011a年），第75页
2. 1 2 3  Phipps（2011a年），第76页
3. ↑  Rooney（1987年），第442页
4. 1 2  Phipps（2011a年），第77页
5. ↑  Phipps（2011a年），第69页
6. ↑  Rooney（1987年），第443页
7. ↑  Phipps（2011a年），第85页
8. ↑  Phipps（2011a年），第88页
9. ↑  Phipps（2011a年），第97页
10. ↑  Phipps（2011a年），第96页
11. ↑  Phipps（2011a年），第102页
12. ↑  Phipps（2011a年），第221页
13. 1 2  Phipps（2011a年），第224页
14. ↑  Smith（1998年），第74页
15. ↑  Phipps（2011a年），第227页
16. 1 2 3  Phipps（2011a年），第234页
17. ↑  Smith（1998年），第92页
18. ↑  Phipps（2011a年），第235页
19. ↑  Phipps（2011a年），第236页
20. ↑  Phipps（2011a年），第243–245页
21. ↑  Phipps（2011a年），第248–249页
22. ↑  Phipps（2011a年），第251–252页
23. 1 2  Smith（1998年），第108页
24. ↑  Phipps（2011a年），第262页
25. ↑  Phipps（2011a年），第263–266页
26. ↑  Phipps（2011a年），第271页
27. ↑  Chandler（1966年），第54页
28. ↑  Phipps（2011a年），第270页
29. ↑  Chandler（1966年），第53页
30. ↑  Phipps（2011b年），第9–10页
31. ↑  Phipps（2011b年），第11–12页
32. ↑  Boycott-Brown（2001年），第219页
33. ↑  Boycott-Brown（2001年），第196页
34. ↑  Smith（1998年），第111–112页
35. ↑  Chandler（1966年），第73–74页
36. ↑  Boycott-Brown（2001年），第265页
37. ↑  Boycott-Brown（2001年），第266–268页
38. ↑  Boycott-Brown（2001年），第270–271页
39. ↑  Phipps（2011b年），第25–26页
40. ↑  Chandler（1966年），第75页
41. ↑  Phipps（2011b年），第33页
42. ↑  Phipps（2011b年），第45页
43. ↑  Phipps（2011b年），第49页
44. ↑  Phipps（2011b年），第58–59页
45. ↑  Phipps（2011b年），第61页
46. ↑  Rooney（1987年），第448页
47. ↑  Phipps（2011b年），第62页
48. ↑  Chandler（1966年），第95页
49. ↑  Phipps（2011b年），第85页
50. ↑  Chandler（1966年），第114页
51. ↑  Phipps（2011b年），第123页
52. ↑  Smith（1998年），第131页
53. ↑  Phipps（2011b年），第138–139页
54. ↑  Phipps（2011b年），第142页
55. ↑  Phipps（2011b年），第154页
56. ↑  Phipps（2011b年），第162页
57. 1 2  Smith（1998年），第133–134页
58. ↑  Phipps（2011b年），第164–165页
59. ↑  Phipps（2011b年），第166页
60. ↑  Phipps（2011b年），第184页
61. ↑  Phipps（2011b年），第187–189页
62. ↑  Phipps（2011b年），第200–201页
63. ↑  Phipps（2011b年），第205页
64. ↑  Rooney（1987年），第450页
65. 1 2  Phipps（2011c年），第215–217页
66. 1 2 3  Phipps（2011c年），第254页
67. ↑  Phipps（2011c年），第233页
68. ↑  Phipps（2011c年），第252–253页
69. ↑  Smith（1998年），第149–150页
70. 1 2  Duffy（1999年），第46页
71. ↑  Phipps（2011c年），第256页
72. ↑  Duffy（1999年），第51页
73. ↑  Phipps（2011c年），第257页
74. ↑  Smith（1998年），第151页
75. ↑  Duffy（1999年），第47页
76. ↑  Duffy（1999年），第60–61页
77. ↑  Duffy（1999年），第63页
78. ↑  Smith（1998年），第152页
79. ↑  Duffy（1999年），第65–66页
80. ↑  Duffy（1999年），第67页
81. 1 2  Phipps（2011c年），第263页
82. 1 2  Duffy（1999年），第68页
83. 1 2  Phipps（2011c年），第264页
84. ↑  Phipps（2011c年），第229页
85. ↑  Phipps（2011c年），第457–459页
86. ↑  Phipps（2011c年），第460–462页
87. ↑  Phipps（2011c年），第466页
88. 1 2 3 4 5  Rooney（1987年），第451页
89. ↑  Chandler（1987年），第xxxiv页

## 外部連結
- 维基共享资源上的相關多媒體資源：讓-馬蒂厄-菲利貝爾·塞律里埃